# Steffen Morrison
Steffen Morrison (Paramaribo, 14 december 1978) is een Nederlands soulzanger en liedjesschrijver.

## Biografie
Hij groeide deels op bij zijn grootouders in Abrabroki,  een buitenwijk van Paramaribo. Morrison verhuisde naar Nederland in 1992. Het gezin was net herenigd in flat Kleiberg getrokken toen de Bijlmerramp plaatsvond.
In 2009 haalde hij de halve finale van de Grote Prijs van Nederland in de categorie singer-songwriter. In 2010 gebruikte Reebok Morrison's track Shake It voor een internationale reclamecampagne. In 2011 werd Morrison genomineerd voor een Edison in de categorie Edison Jazzism Publieksprijs.
Morrison deed in 2013 mee aan The Voice Of Holland. Tijdens dit programma zong hij A Song For You, geïnspireerd door soulzanger Donny Hathaway. Hij was bloednerveus voor dit optreden. Hij had daarbij  enigszins geluk dat Trijntje Oosterhuis, zijn begeleider tijdens de talentenjacht, ook fan was van Hathaway. A Song For You bereikte de 4e plek in de Single Top 100. Ook Hathaway's uitvoering van A Song For You en twee van Hathaway's albums stonden kort na de uitzending even in de hitlijsten.
Morrison treedt op met zijn band 'The Band Of Brothers'. Hij heeft voorprogramma's verzorgd voor onder andere Joss Stone, Raphael Saadiq, Gregory Porter en Maceo Parker. Hij heeft meerdere albums uitgebracht, waaronder Movin' On en Soul Revolution. Hij werkte samen met producers en songwriters/componisten als Tjeerd Oosterhuis, Andy Platts en Luke Juby. In 2019 gaf hij een optreden op North Sea Jazz.
Morrison is oprichter van Tussen Zang en Dans, een organisatie die muziekles geeft op basisscholen.

## Muziekstijl
Morrison laat zich inspireren door oude soulzangers als James Brown, Otis Redding, Teddy Pendergrass en Marvin Gaye, en  door modernere artiesten als Macy Gray en Gnarls Barkley. Hij geeft in zijn muziek een moderne draai aan het oude soulgeluid. Zijn muziek wordt wel vergeleken met Cee Lo Green, Gnarls Barkley en John Legend.

## Erkenning en waardering
Morrisons muziek werd overwegend positief besproken in de pers. Zijn stem wordt omschreven als "een heerlijke stem, vol soul en met een ruw randje", "rauw en swingend", "hypnotiserend" en "een van de beste soulstemmen van Nederland". Het Nederlands Dagblad noemde Movin On' "een steengoed album".
Zijn leven en werk waren het onderwerp van The Soul Of Steffen Morrison (2023), een documentaire van Het Uur van de Wolf. Zelf zei hij in 2024 dat hij pas bij zijn tweede album zijn eigen stem had gevonden. Met zijn vierde album Legacy, dat na de coronapandemie werd opgenomen wilde hij een statement achterlaten, voor het geval hij na die pandemie “vergeten zou zijn” en een ander beroep zou moeten kiezen.

## Albums
- Revealed (2011)
- Movin' On (2018)
- Soul Revolution (2020)
- Legacy (2024)